# Resolución 2728 del Consejo de Seguridad de las Naciones Unidas
La resolución 2728 del Consejo de Seguridad de las Naciones Unidas, adoptada el 25 de marzo de 2024, exigió un alto al fuego inmediato de la guerra de Israel en Gaza durante el mes sagrado musulmán del Ramadán, seguido de un alto al fuego sostenible y duradero. Asimismo, exigió la liberación inmediata e incondicional de todos los rehenes, y garantizar el acceso humanitario para abordar sus necesidades médicas y humanitarias. 
La resolución recibió 14 votos a favor, ninguno en contra y la abstención de los Estados Unidos, siendo la primera vez que el Consejo de Seguridad logró aprobar una resolución exigiendo un alto al fuego desde el inicio de las hostilidades tras el ataque de Hamás en Israel el 7 de octubre de 2023.

## Antecedentes y procedimiento
La resolución fue propuesta por el E-10, el grupo de miembros del Consejo de Seguridad que no tienen el carácter de miembros permanentes, posterior al veto que China y Rusia impusieron a una resolución impulsada por Estados Unidos el 22 de abril de 2024, en la que se indicaba que un alto al fuego era "imperativo".
Rusia intentó enmendar la resolución 2728 para reinsertar la palabra "permanente" en la demanda de alto al fuego, sin embargo fue rechazada con 3 votos a favor, 11 abstenciones y el voto negativo de los Estados Unidos.

## Resolución
Resolución 2728 (2024)
Aprobada por el Consejo de Seguridad en su 9586ª sesión, celebrada el 25 de marzo de 2024
El Consejo de Seguridad,
Guiado por los propósitos y principios de la Carta de las Naciones Unidas,

Recordando todas sus resoluciones pertinentes sobre la situación en Oriente Medio, incluida la cuestión palestina,

Reiterando su exigencia de que todas las partes cumplan las obligaciones que les incumben en virtud del derecho internacional, incluidos el derecho internacional humanitario y el derecho internacional de los derechos humanos, y deplorando a este respecto todos los ataques contra civiles y bienes de carácter civil, así como todos los actos de violencia y las hostilidades contra civiles y todos los actos de terrorismo, y recordando que la toma de rehenes está prohibida por el derecho internacional,

Expresando profunda preocupación por la catastrófica situación humanitaria de la Franja de Gaza,

Reconociendo las gestiones diplomáticas que están realizando Egipto, los Estados Unidos y Qatar con el fin de lograr un cese de las hostilidades, liberar a los rehenes y aumentar la prestación y la distribución de ayuda humanitaria,

1. Exige un alto el fuego inmediato para el mes de ramadán respetado por todas las partes que conduzca a un alto el fuego sostenible duradero, y exige también la liberación inmediata e incondicional de todos los rehenes y que se garantice el acceso humanitario para atender sus necesidades médicas y otras necesidades humanitarias, y exige además que las partes cumplan sus obligaciones en virtud del derecho internacional en relación con todas las personas que detengan;
2. Pone de relieve la urgente necesidad de ampliar el flujo de asistencia humanitaria a los civiles de toda la Franja de Gaza y reforzar su protección, y reitera su exigencia de que se eliminen todos los obstáculos que dificultan la prestación de asistencia humanitaria a gran escala, con arreglo al derecho internacional humanitario y las resoluciones 2712 (2023) y 2720 (2023);
3. Decide seguir ocupándose activamente de la cuestión.

## Votación
- En negrita los miembros permanentes del Consejo.

| A favor (14) | Abstención (1)    | En contra (0) |
| --- | ----------------- | ------------- |
| 1. Argelia 2. China 3. Ecuador 4. Francia 5. Guyana 6. Japón 7. Mozambique 8. Malta 9. Rusia 10. Sierra Leona 11. Eslovenia 12. Corea del Sur 13. Suiza 14. Reino Unido | 1. Estados Unidos | Ninguno       |

## Reacciones
- Israel: El primer ministro Benjamin Netanyahu canceló un viaje de delegación a la Casa Blanca para discutir Rafah con una declaración emitida que citaba "un claro retroceso de la posición consistente de Estados Unidos". También afirmó que "la resolución de hoy da esperanza a Hamás de que la presión internacional obligará a Israel a aceptar un alto el fuego sin la liberación de nuestros rehenes, perjudicando así tanto el esfuerzo de guerra como el esfuerzo para liberar a los rehenes".
- Palestina: El observador permanente palestino en la ONU, Riyad Mansour, dio la bienvenida a la resolución mientras pedía su aplicación.
- Hamás celebró la resolución, declarando que estaban listos "para participar en un proceso inmediato de intercambio de prisioneros que conduzca a la liberación de prisioneros en ambos lados".
- Estados Unidos: La embajadora ante la ONU, Linda Thomas-Greenfield, agradeció a los miembros por agregar algunas de las solicitudes de Estados Unidos, pero también afirmó que la falta de condena a Hamás significaba que no podían respaldar la resolución.
- El secretario general de las Naciones Unidas, António Guterres, celebró que se haya aprobado la resolución. Puntualizó que se exige «un alto el fuego inmediato», recordó que la medida «era esperada desde hace mucho tiempo» por lo que pidió su implementación sin demora y dijo que «sería imperdonable fracasar al aplicarlo».[7]